# Единство
 Тази статия е за комитетите „Единство“.  За други значения вижте Единство (пояснение).  
„Единство“ е организация, подпомагаща българите в Тракия и Македония, останали в рамките на Османската империя след подписването на Санстефанския мирен договор по решение на Берлинския договор.

## Учредяване
Първият комитет „Единство“ е на 29 август 1878 г. в Търново, като учредителите са Стефан Стамболов, Георги Живков, Христо Иванов (Големия) и други. Неговата главна цел е записана в Учредителния протокол: 
| „ | Единство на всичките българи и улучшението на тяхното днешно положение. | “ |

Сред учредителите се открояват имената на участниците в Славянското благотворително дружество – Любен Каравелов, архимандрит Стефан Хаджирадков, д-р Стат Антонов, Стефан Стамболов, Методий Кусев, Жоржо Момчев, Георги Живков, Ангел Попов, Димитър П. Иванов, Никола Икономов, Христо Караминков, Пандели Аврамов, Петър Цоков, Петър П. Димов, Атанас Андреев, Сава Фичев, Георги Попиванов, д-р К. Абаджиев, Н. Смилов, Атанас Бабев, Михаил Сарафов, Георги Златарски, Георги Киселов, д-р Д. Сарафов, Иван Кавалджиев, Цани Гинчев, Т. Василев, Н. Лазаров, Н. Момчев, Панайот Хаджирадков.

### Габрово
В началото на септември 1878 г. е създаден габровският комитет "Единство". Дейци там са: Сава Ил. Сирманов - председател, Никола Голосманов, Христо Конкилев, В. Золотов, Атанас С. Кехлибаров, д-р Алекси Христов, Петър Генчев.

## Ръководство
- Архимандрит Стефан – почетен председател
- Стамат Антонов – председател
- Цани Гинчев – подпредседател
- Стефан Стамболов, Димитър П. Иванов, Никола Лазаров – секретари

На 31 август 1878 г. Комитетът подготвя писма за Габрово, Елена, Русчук и Варна, с които канят тамошните патриоти да си направят подобни комитети.
На 9 септември 1878 г. на поредното заседание вече присъстват делегати от няколко града:
- Севлиево – Христо Спиридонов, Сава Яков;
- Ловеч – Димитър Пъшков, Минко Радославов[2];
- Омуртаг – Киро Стоянов, Денчо Пулев;
- Габрово – Цончо Пенчов – бащата на д-р Петър Цончев, Никола Христов;
- Трявна – П. Икономов;
- Дряново – Теофил Икономов;
- Елена – Йордан П. Тодоров, Милан Радивоев;
- Берово – Иван Моллов.

В този разширен състав са изслушани Уставът и допълнителните обяснения на Стефан Стамболов и Димитър П. Иванов: 
| „ | Всички представители одобриха началата и целта на комитета, признаха нуждата за работене и се задължиха като се върнатъ всякой на местата си, да съставятъ подобни комитети, като се водятъ от Устава на Търновския комитетъ, от когото взеха и преписъ. | “ |

Целите на Комитет „Единство“ са насочени към освобождаване на Македония и старопрестолният град да оглави борбата за целокупност на българските земи. Приканват останалите градове да събират средства и да издирват хора, готови да тръгнат по нелегалните пътища на съпротивата. От цялата запазена документация ясно проличава динамичната и активна дейност, която развива Комитет „Единство“.
Любен Каравелов, Стефан Стамболов, Наришкин, Георги Живков и останалите дейни и ентусиазирани членове намират израз в организираното през есента на 1878 година Кресненско-Разложко въстание, потушено по-късно през 1879 година. Това е един от най-първите опити да се институциализира общонародният порив за целокупна България.